# Capens
Capens is een gemeente in het Franse departement Haute-Garonne (regio Occitanie) en telt 285 inwoners (1999). De plaats maakt deel uit van het arrondissement Muret.

## Geografie
De oppervlakte van Capens bedraagt 6,8 km², de bevolkingsdichtheid is 41,9 inwoners per km².
De onderstaande kaart toont de ligging van Capens met de belangrijkste infrastructuur en aangrenzende gemeenten.

## Demografie
Onderstaande figuur toont het verloop van het inwonertal (bron: INSEE-tellingen).